# Wielka droga
Wielka droga – polsko-włoski film fabularny z 1946 w reżyserii Michała Waszyńskiego. Film został wyprodukowany przez Ośrodek Kultury i Prasy II Korpusu Polskiego. Wykorzystano w nim materiały dokumentalne z 1939 i późniejszych lat II wojny światowej.

## O filmie
Przy produkcji filmu korzystano z jednego z największych ówczesnych studiów filmowych – Cinecittà w Rzymie. Celem produkcji było utrwalenie pamięci o tragicznych i bohaterskich losach Polaków, którzy przez sowieckie łagry i Bliski Wschód dotarli do Włoch i walczyli u boku aliantów z Niemcami.
„Wielka droga” nigdy nie doczekała się premiery w Polsce. Clou filmu było przesłanie, że wielka droga Polaków nie skończyła się na Zachodzie, czeka ich jeszcze w przyszłości powrót do ojczyzny, ale aby do niej wrócić, przyjdzie im, być może, jeszcze walczyć. Tak też brzmią ostatnie słowa w filmie wypowiedziane przez głównego bohatera.
Jest to jedyny film dotyczący udziału polskich wojsk w kampanii na froncie włoskim i jedyny film sprzed 1989 pokazujący prawdziwe losy Polaków podczas II wojny światowej. Bohaterowie pochodzą ze Lwowa, więc bałak lwowski (gwara lwowska) jest w filmie wszechobecny.

## Fabuła
Jest to film o losach ludzi wysiedlonych na Sybir, Kołymę w 1939, którzy przetrwali wygnanie i dostali się do Armii generała Andersa (późniejszego 2 Korpusu Polskiego). Główny bohater, którego gra Albin Ossowski, bierze udział i zostaje ranny w pierwszym natarciu 11 maja 1944 na Monte Cassino. W szpitalu pielęgniarka znajduje przy nim pamiętnik; czytając go przywołuje zdarzenia z jego życia we Lwowie, dotyczące wybuchu wojny i agresji sowieckiej, wywózki na Syberię, ewakuacji z ZSRR, pobytu w Iranie, Iraku, Palestynie i pierwszego ataku na Monte Cassino, w którym zostaje ranny.

## Obsada
- Jadwiga Andrzejewska – pielęgniarka Jadwiga
- Irena Anders ps. Renata Bogdańska – Irena Wolska
- Albin Ossowski – Adam, narzeczony Ireny
- Józef Winawer – lekarz
- Wiesława Buczerowa
- Mieczysław Malicz
- Bolesław Orlicz
- Ludwik Lawiński
- Feliks Fabian
- Stanisław Belski
- Jadwiga Domańska

## Filmy o „Wielkiej drodze”
- 2003: Seans – film dokumentalny, reżyseria i scenariusz: Maria Dłużewska
- 2014: Długa Droga „Wielkiej Drogi” – reportaż, reżyseria: Marek Maldis